# 訃報 2013年4月
訃報 2013年4月（ふほう 2013ねん4がつ）では、2013年4月に物故した、又は物故が報じられた人物についてまとめる。

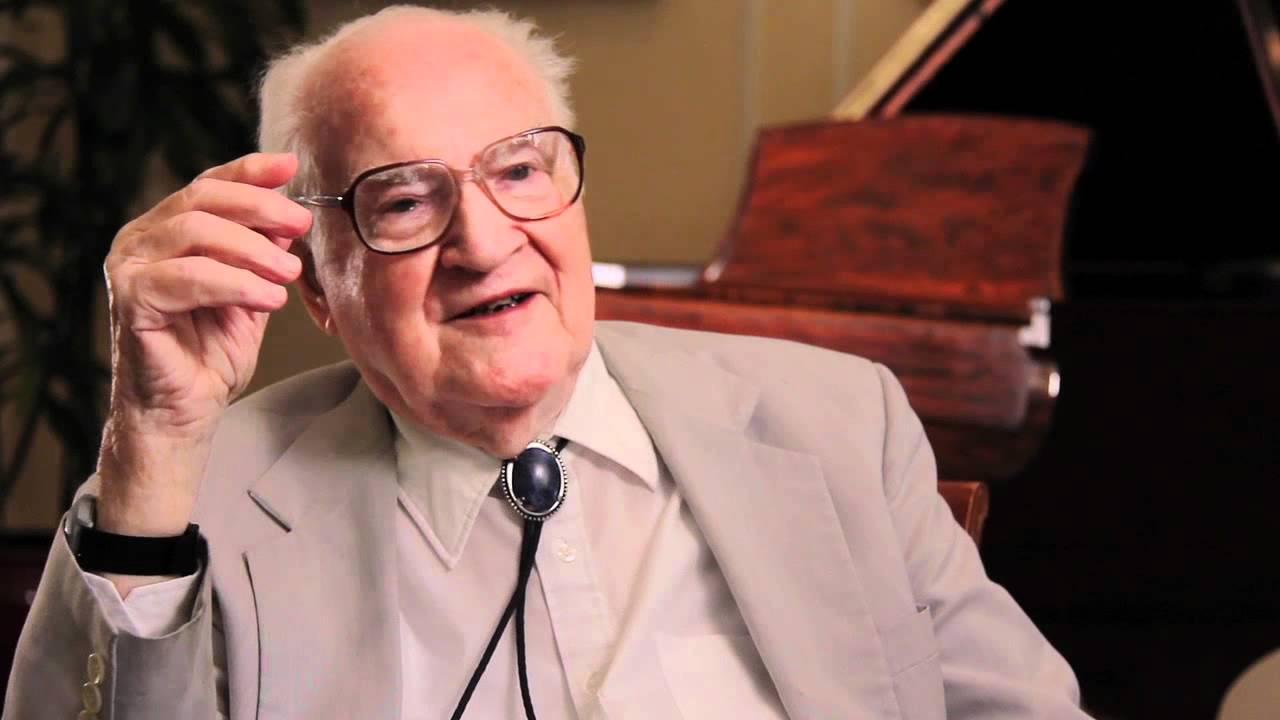
ロバート・ウォード／4月2日没

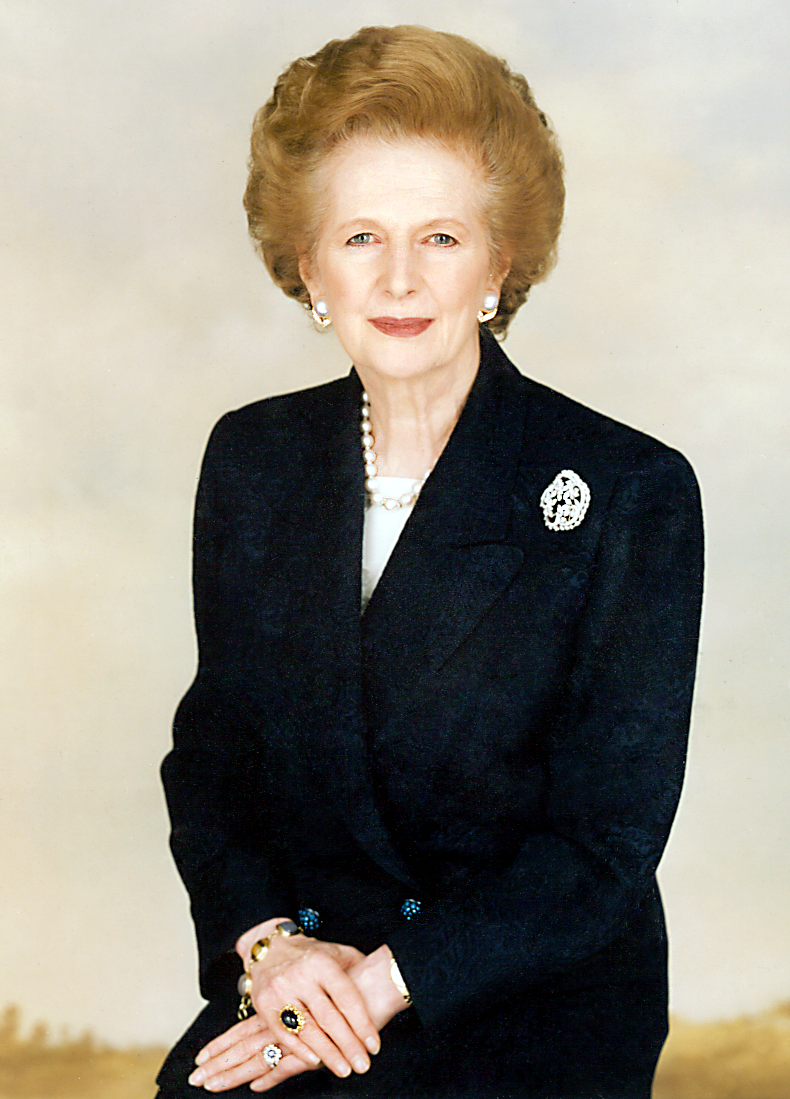
マーガレット・サッチャー／4月8日没

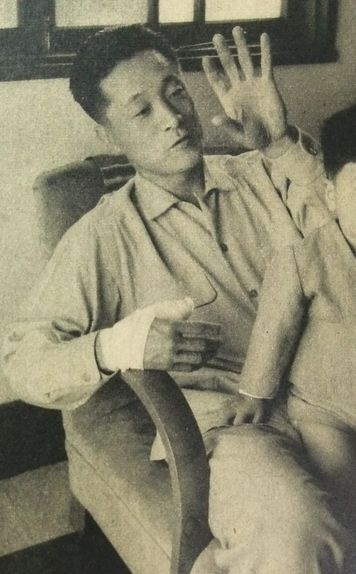
大友工／4月12日没

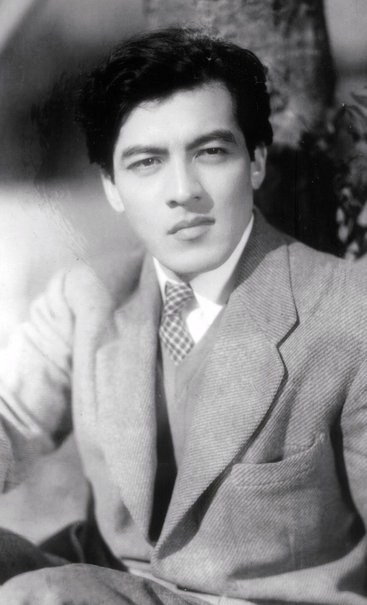
三國連太郎／4月14日没

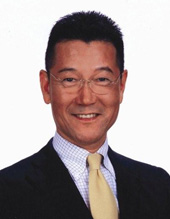
今野東／4月24日没

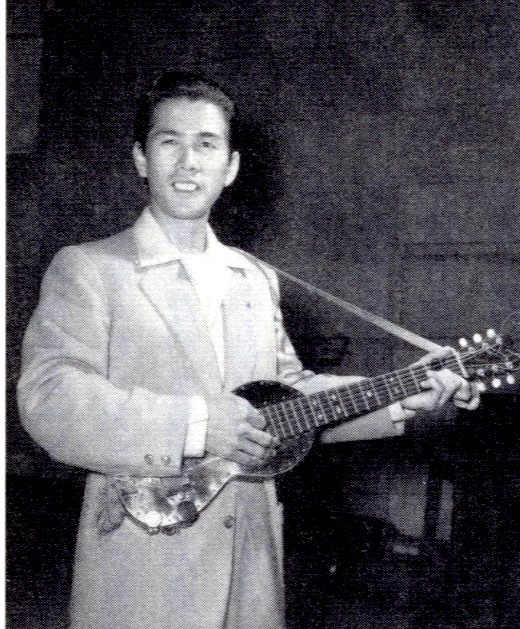
田端義夫／4月25日没

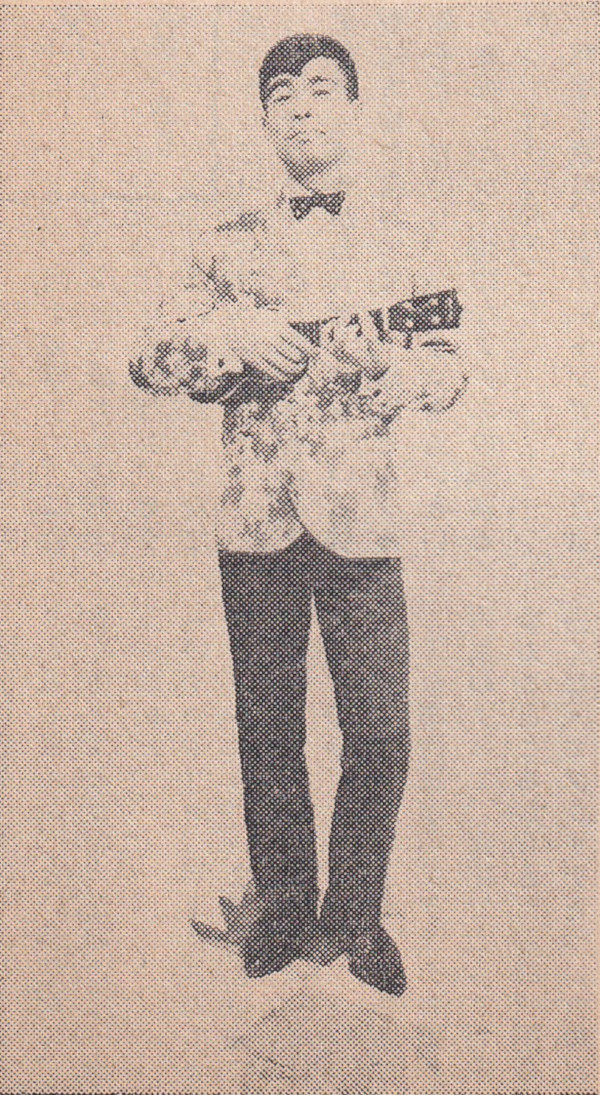
牧伸二／4月29日没

## 1日 - 15日
- 4月1日 - 沼波輝枝[1]、日本の女優、声優（* 1923年）
- 4月1日 - モーゼス・ブラ、リベリアの政治家、元大統領（* 1947年）[2]
- 4月2日 - マリア・レダエリ＝グラノーラ、存命中のイタリア人では最高齢だった人物（* 1899年）[3]
- 4月2日 - ロバート・ウォード、アメリカ合衆国の作曲家（* 1917年）[4]
- 4月2日 - 明知芳隆、日本の航空自衛官【空将】（* 1923年）[5]
- 4月2日 - 松島一夫、日本の浪曲漫才師、宮川左近ショーギター担当（* 1929年）[6]
- 4月2日 - ジェス・フランコ、スペインの映画監督（* 1930年）[7]
- 4月2日 - 平田英之[8]、日本のプロ野球選手（* 1954年）[9]
- 4月3日 - ルース・プラワー・ジャブヴァーラ、アメリカ合衆国の小説家、脚本家（* 1927年）[10]
- 4月3日 - 島原春京、日本の能楽師【金春流】（* 1932年）[11]
- 4月3日 - 田中忠道、日本の元レスリング選手、1969年レスリング世界選手権金メダリスト（* 1945年）[12]
- 4月4日 - 菅原幸助、日本の中国残留孤児支援家、社団法人神奈川中国帰国者福祉援護協会理事長（* 1925年）[13]
- 4月4日 - 佐々木高明、日本の民族学者（* 1929年）[14]
- 4月4日 - ロジャー・イーバート、アメリカ合衆国の映画評論家（* 1942年）[15]
- 4月4日 - ヤマグチノボル、日本のライトノベル作家、ゲームシナリオライター（* 1972年）[16]
- 4月5日 - ピエロ・デ・パルマ、イタリアのテノール歌手（* 1925年）[17]
- 4月6日 - 関根将雄、日本の画家（* 1919年）[18]
- 4月6日 - 大形市太郎、日本の宗教家、霊友会会長（* 1925年）[19]
- 4月6日 - ビガス・ルナ、スペインの映画監督（* 1946年）[20]
- 4月7日 - 岡本要、日本の政治家、愛媛県伊予市長（* 1923年）[21]
- 4月7日 - 松浦豊敏、日本の記録作家（* 1925年）[22]
- 4月7日 - 前田勝之助、日本の技術者、実業家、東レ名誉会長（* 1931年）[23]
- 4月7日 - リリー・ピュリッツァー（英語版）、アメリカ合衆国のファッションデザイナー（* 1931年）[24]
- 4月7日 - アンディ・ジョーンズ（英語版）、イギリスのレコーディング・エンジニア（* 1951年）[25]
- 4月8日 - マーガレット・サッチャー、イギリスの政治家、第71代グレートブリテン及び北アイルランド連合王国首相 兼 第一大蔵卿 兼 国家公務員担当大臣【マーガレット・サッチャーの死と葬儀】（* 1925年）[26]
- 4月8日 - アネット・ファニセロ、アメリカ合衆国の歌手・女優（* 1942年）[27]。
- 4月8日 - ミハイル・ベケトフ（英語版）、ロシアのジャーナリスト（* 1958年）[28]
- 4月8日 - 山田泰寛、日本の元サッカー選手（* 1968年）[29]
- 4月9日 - ザオ・ウーキー、中国・フランスの画家（* 1920年）[30]
- 4月9日 - 加藤重高、日本の陶芸家（* 1927年）[31]
- 4月9日 - エミリオ・ペリコーリ、イタリアの歌手（* 1928年）[32]
- 4月9日 - 海徳貢、日本の政治家、広島市議会議長（* 1929年）[33]
- 4月9日 - 分林弘一、日本の能楽師【観世流】（* 1934年）[34]
- 4月9日頃 - 村田勝志、日本の暴力団関係者、力道山をナイフで刺した人物（* 1939年?）[35]
- 4月10日 - ロバート・G・エドワーズ、イギリスの生物学者、ケンブリッジ大学名誉教授、ロンドン王立協会フェロー、2010年度ノーベル生理学・医学賞受賞者（* 1925年）[36]
- 4月10日 - 鈴木鷹夫、日本の俳人（* 1928年）[37]
- 4月10日 - 管洋志、日本の写真家（* 1945年）[38]
- 4月11日 - マリア・トールチーフ、アメリカ合衆国のバレエダンサー（* 1925年）[39]
- 4月11日 - ジョナサン・ウィンタース、アメリカ合衆国のコメディアン、俳優（* 1925年）[40]
- 4月11日 - 西沢利明、日本の俳優（* 1936年）[41]
- 4月11日 - 山藤統宏、日本の競馬調教師（* 1965年）[42]
- 4月12日 - 郭芝苑、台湾の作曲家（* 1921年）[43]
- 4月12日 - 大友工、日本の元プロ野球選手【東京読売巨人軍元投手】（* 1925年）[44]
- 4月12日 - 塚本学、日本の歴史学者（* 1927年）[45]
- 4月12日 - 家永勝、日本の音楽評論家（* 1934年?）[46]
- 4月12日 - 島田聡一郎、日本の法学者（* 1974年）[47]
- 4月12日 - ロバート・バーン、アメリカ合衆国のチェスプレーヤー（* 1928年）[48]
- 4月13日 - 林洋港、台湾の政治家、元中国国民党副主席（* 1927年）[49]
- 4月13日 - チ・チェン（英語版）、アメリカ合衆国のミュージシャン、デフトーンズのベーシスト（* 1970年）[50]
- 4月14日 - 下条進一郎、日本の政治家、元自由民主党参議院議員、第73代厚生大臣（* 1920年）[51]
- 4月14日 - 三國連太郎、日本の俳優（* 1923年）[52]
- 4月14日 - サー・コリン・デイヴィス、イギリスの指揮者（* 1927年）[53]
- 4月14日 - 30代 式守伊之助、日本の立行司（* 1936年）[54]
- 4月15日 - ジャン＝フランソワ・パイヤール、フランスの指揮者（* 1928年）[55]

## 16日 - 30日
- 4月16日 - 神津康雄、日本の内科医、日本寮歌振興会委員長（* 1919年）[56]
- 4月16日 - ペドロ・ラミレス・バスケス（英語版）、メキシコの建築家、元メキシコオリンピック委員会会長（* 1919年）[57]
- 4月16日 - 大野俊康、日本の神職（* 1922年）[58]
- 4月16日 - パット・サマーオール（英語版）、アメリカ合衆国のスポーツアナウンサー、元アメリカンフットボール選手（* 1930年）[59]
- 4月16日 - リチャード・ルパルメンティエ、アメリカ合衆国の俳優（* 1946年）[60]
- 4月17日 - 中道健太郎、日本の実業家、元カルピス食品工業（現カルピス）社長（* 1920年?）[61]
- 4月17日 - 畠山武、日本の実業家、北海道テレビ放送社長（* 1924年?）[62]
- 4月17日 - 加藤則芳、日本の作家（* 1949年）[63]
- 4月17日（死亡報道） - ディアナ・ダービン、カナダの女優、歌手（* 1921年）[64]
- 4月18日 - 高橋国一郎、日本の官僚、建設事務次官、日本道路公団総裁（* 1921年）[65]
- 4月19日 - カート・ヘクター、ドミニカ国のサッカー指導者、同国代表監督（* 生年不明）[66]
- 4月19日 - アレン・ニューハウス（英語版）、アメリカ合衆国の実業家、USAトゥデイ創業者（* 1924年）[67]
- 4月19日 - E・L・カニグズバーグ、アメリカ合衆国の児童文学作家（* 1930年）[68]
- 4月19日 - 津雲優、日本のシンガーソングライター（* 1953年）[69]
- 4月20日 - 大澤春穂、日本の書家、毎日書道展審査会員 （* 1946年）[70]
- 4月21日 - ジャン＝ミシェル・ダマーズ、フランスの作曲家（* 1928年）[71]
- 4月21日 - シャクンタラ・デビ（英語版）、インドの数学教育者（* 1929年）[72]
- 4月22日 - 田畑金光、日本の政治家、元民社党衆議院議員、元福島県いわき市長（* 1914年）[73]
- 4月22日 - 八橋卓、日本のテレビディレクター【テレビ朝日】、演出家（* 1927年）[74]
- 4月22日 - リッチー・ヘブンス、アメリカ合衆国の歌手・ギタリスト（* 1941年）[75]
- 4月22日（死亡報道） - 匣咲いすか、日本の漫画家（* 1986年?）[76]
- 4月23日 - 島森路子、日本の広告評論家（* 1947年）[77]
- 4月23日 - 宮森隆行、日本のヘアメイクアーティスト、ヘアメイクプランナー（* 1957年）[78]
- 4月24日 - 宇佐美滋、日本の国際関係論研究者（* 1933年）[79]
- 4月24日 - 一色俊作、日本の野球指導者（* 1937年）[80]
- 4月24日 - 長谷川一夫、日本の元プロ野球選手（* 1945年）[81]
- 4月24日 - 今野東、日本の政治家、タレント、元民主党参議院議員・衆議院議員（* 1947年）[82]
- 4月24日 - ボブ・ブロズマン、アメリカ合衆国のギタリスト（* 1954年）[83]
- 4月24日 - 王湖伊津男、日本の元大相撲力士、世話人（* 1956年）[84]
- 4月25日 - 田端義夫、日本の歌手、日本歌手協会名誉会長（* 1919年）[85]
- 4月25日 - ジェイコブ・アヴシャロモフ、アメリカ合衆国の作曲家・指揮者（* 1919年）[86]
- 4月26日 - 柴田睦夫、日本の政治家、元日本共産党衆議院議員（* 1928年）[87]
- 4月26日 - ジョージ・ジョーンズ、アメリカ合衆国のカントリー歌手（* 1931年）[88]
- 4月26日 - アレクサンドル・リフシツ、ロシアの政治家、企業家（* 1946年）[89]
- 4月26日 - 岡村新太郎、日本の元サッカー選手、指導者【元サッカーU-20日本代表監督】（* 1947年）[90]
- 4月27日 - 金魯賢、中華人民共和国の司教（* 1916年）[91]
- 4月27日 - 佐野洋、日本の推理作家（* 1928年）[92]
- 4月27日 - アニマル・レスリー、アメリカ合衆国の元プロ野球選手、タレント（* 1958年）[93]
- 4月28日 - ヤーノシュ・シュタルケル、ハンガリー・アメリカ合衆国のチェリスト（* 1924年）[94]
- 4月28日 - 大脇照夫、日本の元プロ野球選手【国鉄スワローズ所属】（* 1930年）[95]
- 4月28日 - 香西秀信、日本の修辞学者、教育学者（* 1958年）[96]
- 4月29日 - 吉村司郎、日本の実業家、元服部セイコー（現セイコーホールディングス）社長（* 1926年）[97]
- 4月29日 - 内藤博文、日本のプロ野球選手（* 1931年）[98]
- 4月29日 - 牧伸二、日本のウクレレ漫談家（* 1934年）[99]